# Patrick Seidel
Patrick Edgar Seidel (* 12. Juni 1993 in Bamberg) ist ein deutscher Basketballtrainer.

## Spielerkarriere
Seidel begann bei der SpVgg Rattelsdorf als 13-Jähriger mit dem Basketballsport. Mit dem TSV Breitengüßbach erreichte er 2009 als Mannschaftskapitän den dritten Platz bei der deutschen Meisterschaft in der U16. Zudem spielte er für HD Immo Baunach in der 1. Herren-Regionalliga und in der Bayernliga für die dritte Mannschaft des TSV Breitengüßbach. Zudem nahm er 2010 am U18-Turnier der Euroleague (Nike International Junior Tournament) teil. Im Spieljahr 2012/13 bestritt er für DJK Don Bosco Bamberg 14 Einsätze in der 2. Regionalliga.
Seidel zog sich eine schwerwiegende Knieverletzung zu, die ihn zum Ende seiner Spielerkarriere zwang. 2016 spielte er nochmals bei einer Trainerstation in der 2. Regionalliga für die BSG Bremerhaven.

## Trainerkarriere
Schon während der Spielerzeit engagierte er sich nebenbei als Coach in der Jugendarbeit der Brose Baskets. Er leitete Grundschul-AGs, führte Individualtrainingsstunden durch und war als Assistent der Oberfrankenauswahl tätig.
Nach dem abrupten Ende seiner Spielerzeit wechselte er hauptberuflich auf die Trainerbank. Bis 2015 war er als hauptamtlicher Jugendkoordinator bei der DJK Brose Bamberg und für die Leitung des weiblichen Förderbereichs zuständig. Neben der Betreuung verschiedener Teams (WNBL, Regionalliga, U15/17/19) und der Oberfrankenauswahl, war er zudem Assistent der Bayernauswahl. Allen voran war er verantwortlich für die Organisation und Koordination des Nachwuchsleistungskonzepts mit integriertem Individualtraining.
Zur Saison 2015/16 wechselte Seidel für zwei Jahre als Jugendtrainer zu den Eisbären Bremerhaven. Als Cheftrainer betreute er die U14/16/18 und allen voran die Mannschaft in der Jugend-Basketball-Bundesliga. In der Nachwuchs-Basketball-Bundesliga sprang er mehrmals als Interimstrainer ein. Er war ebenfalls für vereinzelte Nachwuchsförderprojekte sowie das Individualtraining zuständig.
Zur Saison 2017/18 wechselte er in die Jugendabteilung der Oettinger Rockets und war dort als Verantwortlicher für die Trainerausbildung, -findung und die Talententwicklung im Schulprogramm des Vereins tätig. Außerdem war er Trainer der U12 von BiG Gotha und der Oberliga-Herren des USV Erfurt, um Talente an die NBBL heranzuführen.
Nach einer Saison Pause war Seidel als Individualtrainer und Athletiktrainer freiberuflich beschäftigt. Außerdem ist er beim Bayerischen Basketball Verband Trainerreferent für den Bezirk Oberfranken sowie Mitglied der Trainerkommission.
Zur Saison 2019/20 übernahm er zusätzlich das Traineramt der U14 (Bayernliga) des BBC Bayreuth. Nach dieser Saison wurde er ins Amt des sportlichen Leiters berufen. Dieses hatte er bis Sommer 2022 inne. In dieser Zeit erhielt man vom Deutschen Basketball Bund eine Goldauszeichnung für den Zuwachs im Minibereich. Seidel schloss zudem während dieser ein Lehramtsstudium ab.
2022 kehrte er in seine Heimat zurück und wurde Co-Trainer des BBC Coburg in der ProB sowie zusätzlich Cheftrainer der BG Regnitztal in der 1. Regionalliga.
Im Sommer 2023 wurde er zum Cheftrainer der Coburger ProB-Mannschaft berufen. Zudem übernahm er die Rolle des sportlichen Leiters der kooperierenden Freak City Academy, dem Unterbau der Bamberg Baskets.